# U.F.O. Files: Rare & Unreleased Joints
Albums de The Beatnuts
Milk Me
(2004)
U.F.O. Files: Rare & Unreleased Joints est une compilation des Beatnuts, sortie le 30 septembre 2008.
Cet album comprend des inédits ainsi que des versions alternatives de morceaux déjà publiés.

## Liste des titres
| No  | Titre                                                | Contient un (des) sample(s) de | Durée |
| --- | ---------------------------------------------------- | ------------------------------ | ----- |
| 1.  | Ghetto Dawg                                          |                                | 2:13  |
| 2.  | All In My Life                                       |                                | 2:26  |
| 3.  | Easy Does It                                         |                                | 5:10  |
| 4.  | Story to Tell You                                    |                                | 3:29  |
| 5.  | No Escapin' This (Undefeated Version)                |                                | 2:58  |
| 6.  | Think Big                                            |                                | 3:55  |
| 7.  | Sorry Ms. Jackson                                    | Maniac de Michael Sembello     | 3:35  |
| 8.  | Y'all Niggas Can't Touch Us                          |                                | 3:37  |
| 9.  | Get It!                                              |                                | 2:55  |
| 10. | Freak N the Club                                     |                                | 3:37  |
| 11. | Mama Let Me See U Work That Pole (Alternate Version) |                                | 2:27  |
| 12. | Fluid                                                |                                | 4:01  |
| 13. | Disco                                                |                                | 5:00  |

| 14. | Ya Better Believe It (Original Version) |                               |  |
| 15. | The Language                            |                               |  |
| 16. | Dawn of the Dead                        |                               |  |
| 17. | Robbed and Stole                        |                               |  |
| 18. | 40 Oz.                                  | Ekim du Michal Urbaniak Group |  |
| 19. | Sandwiches (Original Version)           |                               |  |
| 20. | Hell Raiser (Remix)                     |                               |  |
| 21. | We Came Here                            |                               |  |
| 22. | Party                                   |                               |  |